# Cenocoelius pulcher
Cenocoelius pulcher är en stekelart som beskrevs av Cameron 1887. Cenocoelius pulcher ingår i släktet Cenocoelius och familjen bracksteklar. Inga underarter finns listade.